# Миколаївська друга волость (Ананьївський повіт)
Миколаївська друга волость — історична адміністративно-територіальна одиниця Ананьївського повіту Херсонської губернії.
Станом на 1886 рік складалася з 8 поселень, 8 сільських громад. Населення — 3614 осіб (1884 чоловічої статі та 1730 — жіночої), 268 дворових господарств.
|                     | Площа, десятин | У тому числі орної, дес. |
| ------------------- | -------------- | ------------------------ |
| Сільських громад    | 1674           | 1302                     |
| Приватної власності | 22467          | 6373                     |
| Казенної власності  | 4781           | 2135                     |
| Іншої власності     | 120            | 120                      |
| Загалом             | 29322          | 9930                     |

Поселення волості:
- Миколаївка (Жидівське) — колишнє власницьке містечко при річці Чичиклія за 65 верст від повітового міста, 199 осіб, 41 дворове господарство, православна церква, єврейський молитовний будинок, школа, 8 лавок, базари через 2 тижня по неділях. За 3 версти — камера мирового судді. За 15 верст — торжок.